# Ferrys (equip ciclista)

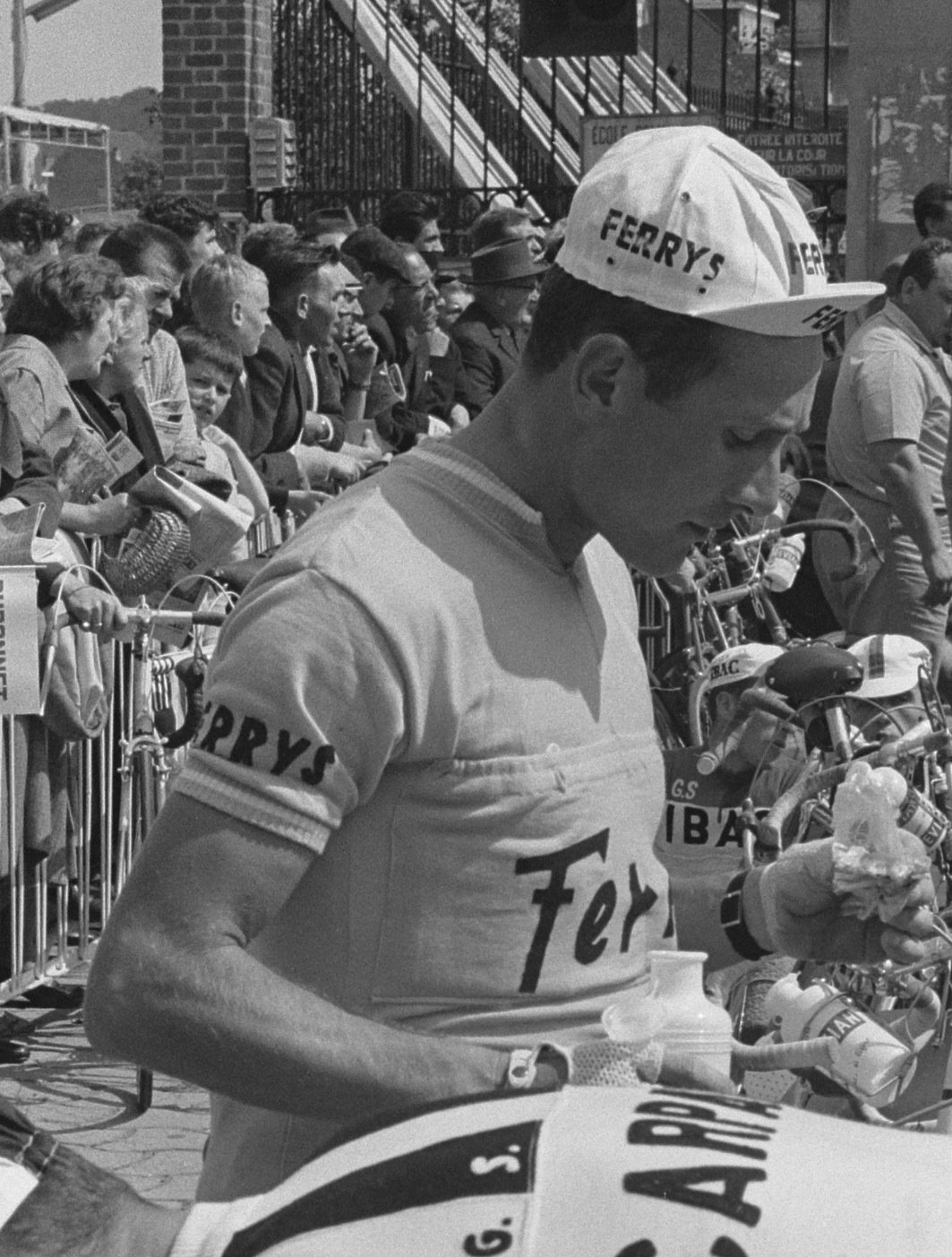
Antonio Bertrán al Tour de França de 1963

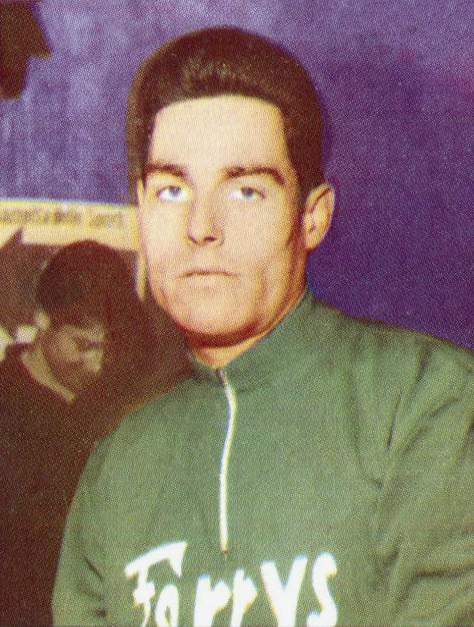
José Pérez Francés al 1966

L'equip Ferrys va ser un equip ciclista espanyol que competí entre 1960 i 1969.

## Principals resultats
- Volta a Llevant: José Pérez Francés (1965), Angelino Soler (1966)
- Klasika Primavera: Julio San Emeterio (1961), José Pérez Francés (1965)
- Pujada al Naranco: Antoni Karmany (1963)
- Gran Premi del Midi Libre: Fernando Manzaneque (1963)
- Setmana Catalana: José Pérez Francés (1963, 1964)
- Clàssica d'Ordizia: José Pérez Francés (1964)
- Volta a les Valls Mineres: Ramón Sáez (1968)

### A les grans voltes
- Volta a Espanya
  - 9 participacions (1960, 1961, 1962, 1963, 1964, 1965, 1966, 1967, 1968)
  - X victòries d'etapa:
    - 2 el 1960: Nino Assirelli, Vicent Iturat
    - 1 el 1961: José Pérez Francés
    - 1 el 1963: José Pérez Francés
    - 1 el 1964: Luis Otaño
    - 2 el 1965: Fernando Manzaneque, Esteban Martín
    - 3 el 1967: Ramón Sáez (2), Ángel Ibáñez
    - 2 el 1968: Ramón Sáez, Eduard Castelló

  - 0 classificació final:
  - 1 classificacions secundàries:
    - Classificació per punts: José Pérez Francés (1964)

- Tour de França
  - 3 participacions (1963, 1964 1965)
  - 0 victòries d'etapa:
    - 1 el 1963: Fernando Manzaneque
    - 1 el 1965: José Pérez Francés

  - 0 classificacions secundàries:

- Giro d'Itàlia
  - 2 participacions (1961, 1962)
  - 0 victòries d'etapa:
  - 0 classificacions secundàries: